# Roua
Roua (węg. Rava) – wieś w Rumunii, w okręgu Marusza, w gminie Fântânele. W 2011 roku liczyła 360 mieszkańców.